# Justin de Nassau
Justin de Nassau (1559 - 26 juin 1631) est un fils naturel de Guillaume Ier d'Orange-Nassau dit le taciturne, premier stathouder des Provinces-Unies.

## Biographie
La mère de Justin est Eva Elinx, qui était peut-être la fille d’un bourgmestre d’Emmerik. Il fait des études à Leyde.
Il est nommé le 28 février 1585 lieutenant-amiral de Zélande. Il défend la Zélande pendant la première partie de la guerre de Quatre-Vingts Ans et bloque avec ses navires la côte flamande en 1588. Il se montre aussi sur la terre à Bréda en 1590, ou au siège de Steenwijk en 1592.
Entre 1589 et 1600 il est plusieurs fois envoyé comme ambassadeur auprès du roi Henri IV de France. Il doit assurer les défenses de Nieuport contre Ambrogio Spinola. Le 29 mai 1601, il reçoit une pension pour les services rendus. Il est nommé gouverneur de Bréda (poste très important à l’époque) le 28 décembre 1601. Il défend la ville assiégée par Spinola en 1624.
Il attend longtemps les renforts promis de ses demi-frères Frédéric-Henri et Maurice de Nassau, qui ne peuvent forcer le siège, et doit capituler en août 1625. La scène est représentée par Velasquez dans son fameux tableau de La Reddition de Breda.
Il se retire à Leyde, où il meurt le 26 juin 1631. Il laisse deux fils (Guillaume Henri et Philippe) et une fille (Lenore Henriette).